# Michel Leclère
Michel Leclère (ur. 18 marca 1946 w Mantes-la-Jolie) – były francuski kierowca wyścigowy, w latach 1975–1976 uczestnik wyścigów Formuły 1.

## Życiorys
Leclère rozpoczął swoją karierę od startów w Pucharze Gordini w 1968 roku, w której to serii rok później zdobył tytuł wicemistrzowski. W 1970 roku zadebiutował w Formule Renault, a w sezonie 1971 wygrał ją. Ze wsparciem Elfa i Renault zadebiutował we Francuskiej Formule 3, a rok później został mistrzem tej serii. W 1975 roku został wicemistrzem Formuły 2 i zadebiutował w Formule 1 w zespole Tyrrell. W 1976 roku ścigał się bez sukcesów w zespole Walter Wolf Racing. W 1977 roku wrócił do Formuły 2, ale wskutek dezorganizacji zespołu Kauhsen Leclère nie był w stanie odnosić dobrych wyników. Z Formuły 2 wycofał się po 1979 roku.
Prowadzi warsztat w Paryżu oraz jest instruktorem nauki jazdy.

## Wyniki w Formule 1
| Legenda oznaczeń w tabelach wyników Wyświetl szablon na nowej stronie | Legenda oznaczeń w tabelach wyników Wyświetl szablon na nowej stronie                                                                     |
| Oznaczenie                                                            | Wyjaśnienie |
| --------------------------------------------------------------------- | --- |
| Złoty                                                                 | Zwycięzca lub mistrzostwo |
| Srebrny                                                               | 2. miejsce lub wicemistrzostwo |
| Brązowy                                                               | 3. miejsce lub II wicemistrzostwo |
| Zielony                                                               | Ukończył, punktował (w klasyfikacji generalnej, gdy zdobył co najmniej jeden punkt na przestrzeni sezonu, poza trzema powyższymi opcjami) |
| Niebieski                                                             | Ukończył, nie punktował (w klasyfikacji generalnej, gdy nie zdobył co najmniej jednego punktu na przestrzeni sezonu)                      |
| Czerwony                                                              | Nie zakwalifikował się (NZ) |
| Czerwony                                                              | Nie prekwalifikował się (NPK) |
| Różowy                                                                | Nie ukończył (NU) |
| Różowy                                                                | Niesklasyfikowany (NS) (w klasyfikacji generalnej, gdy nie został sklasyfikowany w żadnym wyścigu sezonu)                                 |
| Czarny                                                                | Zdyskwalifikowany (DK) |
| Czarny                                                                | Wykluczony (WYK/EX) |
| Biały                                                                 | Nie wystartował (NW) |
| Biały                                                                 | Kontuzjowany (K/INJ) |
| Biały                                                                 | Wyścig odwołany (OD/C) |
| Bez koloru                                                            | Został wycofany (WYC/WD) |
| Bez koloru                                                            | Nie przybył (NP/DNA) |
| Bez koloru                                                            | Nie brał udziału w treningach (NT/DNP) |
| Bez koloru                                                            | Nie został zgłoszony (–) |
| Pogrubienie                                                           | Start z pole position |
| Kursywa                                                               | Najszybsze okrążenie wyścigu |
| †                                                                     | Nie ukończył, ale jego rezultat został zaliczony ze względu na przejechanie więcej niż 90% dystansu wyścigu.                              |
| *                                                                     | Sezon w trakcie |
| 1/2/3                                                                 | Punktowana pozycja w sprincie kwalifikacyjnym                                                                                             |
| Lista systemów punktacji Formuły 1                                    | |

| Rok  | Zespół                     | Samochód           | Silnik | Wyniki w poszczególnych eliminacjach | Wyniki w poszczególnych eliminacjach | Wyniki w poszczególnych eliminacjach | Wyniki w poszczególnych eliminacjach | Wyniki w poszczególnych eliminacjach | Wyniki w poszczególnych eliminacjach | Wyniki w poszczególnych eliminacjach | Wyniki w poszczególnych eliminacjach | Wyniki w poszczególnych eliminacjach | Wyniki w poszczególnych eliminacjach | Wyniki w poszczególnych eliminacjach | Wyniki w poszczególnych eliminacjach | Wyniki w poszczególnych eliminacjach | Wyniki w poszczególnych eliminacjach | Wyniki w poszczególnych eliminacjach | Wyniki w poszczególnych eliminacjach | Msc. | Pkt. |
| ---- | -------------------------- | ------------------ | ------ | ------------------------------------ | ------------------------------------ | ------------------------------------ | ------------------------------------ | ------------------------------------ | ------------------------------------ | ------------------------------------ | ------------------------------------ | ------------------------------------ | ------------------------------------ | ------------------------------------ | ------------------------------------ | ------------------------------------ | ------------------------------------ | ------------------------------------ | ------------------------------------ | ---- | ---- |
| 1975 |                            |                    |        | ARG                                  | BRA                                  | ZAF                                  | ESP                                  | MCO                                  | BEL                                  | SWE                                  | NLD                                  | FRA                                  | GBR                                  | DEU                                  | AUT                                  | ITA                                  | USA                                  |                                      |                                      | NS   | 0    |
| 1975 | Elf Team Tyrrell           | Tyrrell 007        | Ford   | –                                    | –                                    | –                                    | –                                    | –                                    | –                                    | –                                    | –                                    | –                                    | –                                    | –                                    | –                                    | –                                    | NU                                   |                                      |                                      | NS   | 0    |
| 1976 |                            |                    |        | BRA                                  | ZAF                                  | USW                                  | ESP                                  | BEL                                  | MCO                                  | SWE                                  | FRA                                  | GBR                                  | DEU                                  | AUT                                  | NLD                                  | ITA                                  | CAN                                  | USA                                  | JPN                                  | 29   | 0    |
| 1976 | Frank Williams Racing Cars | Wolf-Williams FW05 | Ford   | –                                    | 13                                   | NZ                                   |                                      |                                      |                                      |                                      |                                      |                                      |                                      |                                      |                                      |                                      |                                      |                                      |                                      | 29   | 0    |
| 1976 | Walter Wolf Racing         | Wolf-Williams FW05 | Ford   |                                      |                                      |                                      | 10                                   | 11                                   | 11                                   | NU                                   | 13                                   | –                                    | –                                    | –                                    | –                                    | –                                    | –                                    | –                                    | –                                    | 29   | 0    |